# Wangen (Unstrut)
Wangen (Unstrut) este o comună din landul Saxonia-Anhalt, Germania.